# Гессенський дім
Ге́ссенський дім (нім. Haus Hessen) — німецький шляхетний рід. Гілка стародавнього Лувенського (Брабантського) дому. Засновник роду Генріх I Дитина (1244—1308) який в 1275 році став першим ландграфом Гессенським, васалом ландграфа Тюрингії. З 1292 року ландграфи Гессенські — імперські князі, незалежні від Тюрингії. В різний час очолювали різні держави: Гессенське ландграфство (1275–1567), Гессен-Кассельське (1567–1866), Гессен-Дармштадтське  (1567–1806), а також Велике герцогство Гессенське та Рейнське (1806–1918), Шведське королівство (1720–1751) та королівство Фінляндію (1918). В наш час існує як аристократична родина.

## Історія

Герб Гессену

Історія започаткуванню Гессенського дому пов'язана зі шлюбом герцога Брабантського Генріха II Великодушного та доньки ландграфа Тюрингії Людовика IV, Софії Тюринзької. Яка була, в тому числі, нащадком Великих князів київських.
У родини народилися двоє дітей: Генріх та Єлизавета. Під час війни за Тюринзьку спадщину (1247–1264) Софія Брабантська отримує у володіння князівство Гессен. 
У 1275 році Генріх I Дитина стає ландграфом Гессену, після смерті матері. У 1292 році германський король Адольф затверджує Генріха I Князем Священної Римської імперії, незалежним від Тюрингії.
У 1567 році після смерті ландграфа Філіппа I Великодушного ландграфство було поділено між його чотирма синами від першого шлюбу. Діти померлого ландграфа заснували чотири нових ландграфства: Вільгельм IV отримує Гессен-Кассель, Людвіг IV – Гессен-Марбург, Філіпп II – Гессен-Рейнфельс, а Георг I — Гессен-Дармштадт. Людвіг IV та Філіпп II померли не залишивши нащадків, тож зосталися дві головні гілки родини: Гессен-Кассельська та Гессен-Дармштадтська.

## Гессен-Кассельська гілка
Гессен-Кассельська гілка Гессенського дому походить від першого ландграфа Гессен-Кассельського Вільгельма IV (1532–1592).
У 1627 році після того, як ландграф Моріц, відрікся від трону, та передав його своєму сину Вільгельму V, від Гессен-Кассельської гілки відкололися три нові гілки які започаткували інші сини Моріца
- Гессен-Ротенбурзька гілка (1627–1834). Започаткована Германом IV.
- Гессен-Ванфрідська гілка (1627–1755).
- Гессен-Рейнфельдська гілка (1627–1754). Започаткована Ернстом.
- Гессен-Ешвегська гілка (з 1627) Започаткована Фрідріхом.

У 1685 року відокремилася Гессен-Пилипстальська гілка, заснована першим ландграфом Гессен-Пилипстальським Філіпп. Ця гілка згасла в 1925 році. В свою чергу з неї у 1721 році виділилася Гессен-Пилисталь-Бархвельдська гілка.
У 1720 році представник родини Гессен-Кассель стає королем Швеції. Син ландграфа Карла I та Марії Амалії Курляндської, Фредерік I Гессенський одружився у 1715 році  зі шведською принцесою Ульрікою Елеонорою, яка у 1718 році стає королевою. Ульріка Елеонора намагалася зробити свого чоловіка, проте парламент Швеції відкинув її намагання. Після цього вона зреклась трону на користь чоловіка. В зв'язку з тим, що у Фредеріка I не було нащадків, він став першим та останнім Гессеном на шведському троні.
Ландграфи Гессен-Кассельські у 1803 році стали курфюрстами, але їх курфюрство було анексоване Пруссією в 1866 році.
У 1918 році представник родини принц Фрідріх Карл Гессен-Кассельський став першим та останнім королем Фінляндії.

## Гессен-Дармштадтська гілка (1567–1968)

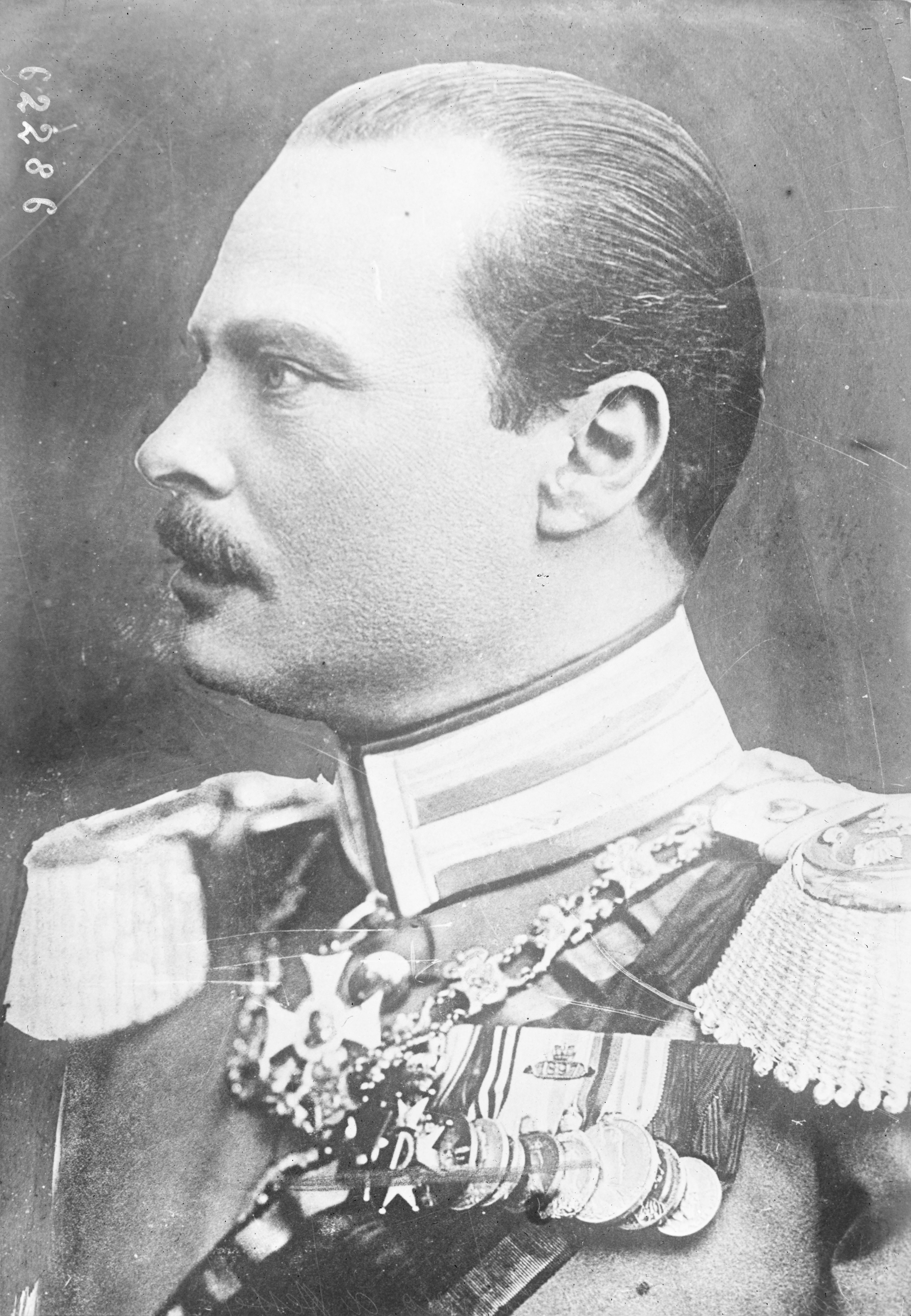
Останній великий герцог Гессенський Ернст Людвіг

Гессен-Дармштадтська гілка Гессенського дому походить від першого ландграфа Гессен- Дармштадтського Георга I (1547–1596). З 1806 року стали великими герцогами Гессенськими, а з 1816 року Гессену на Рейні (Гессен Прирейнський).
У 1622 році від цієї лінії відокремилася Гессен-Гомбурзька гілка, яка обірвалася в 1866 році зі смертю останнього ландграфа Фердінанда Гессен-Гомбурзького. До цієї гілки роду належав Людвіг Гессен-Гомбурзький (1705–1745), генерал-фельдмаршал на службі у російських імператриць Анни Іванівни і Єлизавети Петрівни. 
У 1858 році нащадки принца Олександра Гессен-Дармштадтського від морганатичного шлюбу з Юлією фон Гауке отримали титул принців Баттенбергских. Син засновника гілки Олександр І Баттенберг у 1879–1886 роках правив у Болгарському князівстві. У другій половині XIX століття Баттенберги переселилися до Великої Британії розірвавши усі відносини з Німеччиною, де перевели прізвище на англійську як «Маунтбеттен» (англ. House of Mountbatten) . Ця гілки родини дала Великій Британії низку політичних та військових діячів, представники отримали нові титули. Серед них: Луїс Маунтбеттен (граф Бірманський), Джорж Маунтбеттен (маркіз Мілфорд-Гейвен).
Дочкою великого герцога Гессенського та Прирейнського Людвіга II була майбутня дружина російського імператора Олександра II, Марія Олександрівна (до шлюбу Максиміліана Вільгельміна Августа Софія Марія Гессен-Дармштадтська,1824–1880). 
Дочками великого герцога Гессенського Людвіга IV були дружина останнього російського імператора Миколи II, Олександра Федорівна (до шлюбу Вікторія Аліса Олена Луїза Беатриса Гессен-Дармштадтська, 1872–1918) і велика княгиня дружина російського великого князя Сергія Олександровича, Єлизавета Федорівна(до шлюбу Єлизавета Луїза Аліса Беатриса Гессен-Дармштадтська,1864–1918). Інша донька Людвіга IV, Вікторія (1863–1950), була одружена зі своїм троюрідним братом Людвігом Олександром Баттенбергом (з морганатичної гілки Гессенів-Дармштадтських).
У 1918 році у Німеччині відбулася Листопадова революція. 9 листопада кайзер Вільгельм II, відрікся від престолу, та втік до Нідерландів. Того ж дня відрікся від Гессенського престолу і останній великий герцог Гессенський та Прирейнський Ернст Людвіг (1868–1937). Велике герцогство стало народною державою Гессен. Ще півстоліття представники Гессен-Дармштадтської гілки Гессенського дому іменувалися титулярними «великими герцогами Гессенськими».
У 1968 році помер останній представник Гессен-Дармштадтської гілки Гессенського дому, титульний великий герцог Людвіг Герман Олександр Хлодвіг (1908–1968). Ще до смерті він, прийняв свого родича Моріца, усиновив його, та передав право на наслідування свого титулу родичам з Гессен-Кессельської гілки. Ландграф Філіпп Гессен-Румпельгаймський (1896–1980), голова дому Гессенів, став титульним великим герцогом Гессенським та Рейнським. 
З 2013 року головою Гессенського дому, титульним ландграфом Гессенським, великим герцогом Гессенський та Рейнським, а також титульним королем Фінляндії та Карелії є Генріх Донатус Пилип Умберто Гессенський (Донатус, 1966 р.н.).

## Голови Гессенського дому
- Вільгельм Гессен-Кассельський (1787—1867) — ландграф Гессенський (до 1866). Голова Гессенського дому.
- Фрідріх Вільгельм Гессен-Кассельський (1820—1884) — голова Гессенського дому, титулярний ландграф Гессенський, (1875-1884).
- Фрідріх Вільгельм Ніколас Карл Гессенський (1854—1888) — голова Гессенського дому, титулярний ландграф Гессенський, (1884-1888).
- Олександр Фрідріх Вільгельм Альбрехт Георг Гессен-Кассельський (Олександр Фрідріх, 1863—1945) — голова Гессенського дому, титулярний ландграф Гессенський, (1888–1925).
- Фрідріх Карл Гессен-Кассельський  (Фрідріх Карл, Вяйне I , 1868—1940) — голова Гессенського дому та титулярний ландграф Гессенський (з 1925). Король Фінляндії (9.10.1918-12.12.1918). Титулярний король Фінляндії (1918–1940)
- Філіпп Гессенський  (Пилип, 1896—1980) — голова Гессенського дому. Титулярний король Фінляндії та Карелії, також титулярний ландграф Гессенський (1940-1980).  Титулярний великий герцог Гессенський та Рейнський (1968–1980).
- Моріц Фрідріх Карл Еммануїл Гумберт Гессенський (Моріц, 1926—2013) — голова Гессенського дому. Титулярний король Фінляндії та Карелії, також великий герцог Гессенський та Рейнський, ландграф Гессенський, (1980–2013).
- Генріх Донатус Філіпп Умберто Гессенський (Донатус, 1966 р.н.) — голова Гессенського дому. Титулярний король Фінляндії та Карелії, також великий герцог Гессенський та Рейнський, ландграф Гессенський, (з 2013).